# Herciana Matmuja
Herciana Matmuja, også kendt som Hersi Matmuja eller blot Hersi (født 1. februar 1990) er en albansk sangerinde. Hun repræsenterede Albanien i Eurovision Song Contest 2014 med sangen "One Night's Anger", som dog ikke nåede til finalen.

## Biografi
Herciana Matmuja er født den 1. februar 1990 i Kukës i det nordlige Albanien. Hun begyndte at synge, da hun var otte år, og som niårig deltog hun i en lokal musikfestival.
I december 2006 deltog hun for første gang i Festivali i Këngës, den albanske udvælgelse til Eurovision Song Contest, med sangen "Ah jete oh jete" (Ah liv, oh liv). Hun vendte tilbage til festivalen i 2010 med "Me cilin rri ti dashuri", og i 2011 sang hun "Aty ku më le" (på dansk: Der hvor du forlod mig), som dog endte på sidstepladsen med nul point. Året efter blev hun nummer tre med "Kush ta dha këtë emër?" (Hvem gav dig dette navn?), og i december 2013 vandt hun med "Zemërimi i një nate" (En nats vrede) med musik af Genti Lako og tekst af Jorgo Papingji. Hun repræsenterede herefter Albanien ved Eurovision Song Contest 2014 i København med en engelsksproget version af sangen, "One Night's Anger". Sangen opnåede en 15. plads i den første semifinale den 6. maj og nåede dermed ikke videre til finalen.
Matmuja studerer på Santa Cecilia-konservatoriet i Rom.